# Pontocythere minuta
Pontocythere minuta is een mosselkreeftjessoort uit de familie van de Cushmanideidae. De wetenschappelijke naam van de soort is voor het eerst geldig gepubliceerd in 1982 door Ikeya & Hanai.